# Zaleya
Zaleya (лат.) — род растений семейства Аизовые (Aizoaceae), подсемейства Sesuvioideae, трибы Sesuvieae.

## Название
Родовое латинское (научное) название Zaleya, возможно, происходит от индийского народного имени.

## Ботаническое описание
Представители рода — однолетние или многолетние, травянистые растения. Листья супротивные, черешковые, слегка сочные, с пленчатым влагалищем у основания черешка; не имеют прилистников.
Цветки обоеполые, сидячие, в пазушных соцветиях по 5-20 штук. Околоцветник пятилопастный, в нижней половине сросшийся. Тычинок 5-15 штук, свободные, отходят от верхней части трубки чашечки. Завязь верхняя, 2-гнездная, с 2 семязачатками в каждом гнезде. Плоды 4-семянные коробочки. Семена почковидные.

## Распространение
Род широко распространен в Африке, на территории от Аравийского полуострова до Индии, Мьянмы и Австралии.

## Таксономия
Zaleya Burm.f., первое упоминание в Fl. Ind.: 110. (1768).

### Синонимы
- Trianthema sect. Zaleya (Burman) DC.
- Rocama Forssk.
- Zallia Roxb.

### Виды
Согласно данным сайта WFO Plantlist на июнь 2023 года, род состоит из 6 видов:
- Zaleya camillei (Cordem.) H.E.K.Hartmann
- Zaleya decandra (L.) Burm.f. typus
- Zaleya galericulata (Melville) H.Eichler
- Zaleya govindia (Buch.-Ham. ex G.Don) N.C.Nair
- Zaleya pentandra (L.) C.Jeffrey
- Zaleya redimita (Melville) Bhandari